# غربي السادة (حفاش)

تعديل مصدري - تعديل

غربي السادة هي إحدى قرى عزلة حماطة بمديرية حفاش التابعة لمحافظة المحويت، بلغ تعداد سكانها 123 نسمة حسب تعداد اليمن لعام 2004.